# ガウディオサ

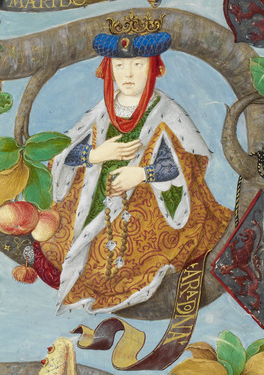
ガウディオサ

ガウディオサ（Gaudiosa, 8世紀）は、アストゥリアス王国の初代国王ペラーヨの妃。

## 生涯
ガウディオサの名はラテン語であり、ヒスパニア系ローマ人の家系出身であるとも考えられているが、信憑性は低いという。
ガウディオサは722年のコバドンガの戦いより前にペラーヨと結婚したとみられ、以下の2子を産んだと考えられている。
- ファビラ（? - 739年） - 父の跡を継ぎアストゥリアス王となる[1]
- エルメシンダ - アストゥリアス王となるアルフォンソ1世と結婚[1]

ただし、ガウディオサの存在を裏付ける資料としては、唯一『アルフォンソ3世の年代記』の12世紀の挿入句において、ガウディオサの死に関する箇所にペラーヨの妃として言及されているもののみである。この年代記を元に、現在サンタ・エウラリア・ダバミア教会（カンガス・デ・オニス）に保存されている碑文が18世紀に作成された。アントニオ・C.・フロリアノによると、ガウディオサが歴史上の人物であるかどうか立証は困難であるという。
夫ペラーヨは737年に死去したが、ガウディオサの没年は不明である。夫妻はカンガス・デ・オニスのサンタ・エウラリア・ダバミア教会に埋葬されたと考えられている。アンブロシオ・デ・モラレスによると、後に2人の遺体はカスティーリャ王アルフォンソ10世によりコバドンガのサンタ・クエバ・デ・コバドンガに改葬されたという。